# Четвертинні амонієві сполуки

Четвертинні амонієві сполуки.

Четверти́нні амо́нієві сполу́ки (англ. quaternary ammonium compounds, рос. четвертичные аммониевые соединения) — похідні амонієвих сполук NH4+Y–, в яких усі чотири атоми Н замінено гідрокарбільними групами. Пр., тетраметиламоній-гідроксид [(CH3)4N+]OH–. Сполуки з подвійним зв‘язком C=N (тб. R2C=N+R2Y–), правильніше називати імінієвими сполуками.
Синонім — четвертинні амонієві солі.